# Daozuo
Daozuo (kinesiska: 道佐乡, 道佐) är en socken i Kina. Den ligger i provinsen Sichuan, i den sydvästra delen av landet, omkring 84 kilometer sydväst om provinshuvudstaden Chengdu. Antalet invånare är 7 080. Befolkningen består av 3 335 kvinnor och 3 745 män. Barn under 15 år utgör 11,0 %, vuxna 15-64 år 70 %, och äldre över 65 år 18,0 %.
Genomsnittlig årsnederbörd är 1 442 millimeter. Den regnigaste månaden är juli, med i genomsnitt 387 mm nederbörd, och den torraste är januari, med 12 mm nederbörd.